# Ute Berg
Ute Berg (geb. Fischer, * 24. Juli 1953 in Essen) ist eine deutsche Politikerin (SPD).

## Leben und Beruf
Nach dem Abitur 1971 am Gymnasium in Petershagen absolvierte Ute Berg ein Lehramtsstudium in Göttingen mit den Fächern Englisch und Deutsch, welches sie 1974 mit dem Staatsexamen beendete. Anschließend war sie als Lehrerin, zuletzt an der Gesamtschule Paderborn-Elsen, tätig. Ute Berg ist verheiratet und hat zwei Kinder.
1983 wurde Ute Berg Mitglied der SPD. Sie gehörte seit 1990 dem Vorstand des SPD-Unterbezirks Paderborn und seit 1992 dem SPD-Kreisvorstand in Paderborn an. Seit 2000 war sie Vorsitzende des SPD-Kreisverbandes Paderborn. Diese Ämter gab sie mit dem Wechsel nach Kiel auf. Daneben gehört sie seit 1998 dem Bezirksvorstand beziehungsweise seit 2001 dem Regionalvorstand Ostwestfalen-Lippe an. Seit 2003 ist sie außerdem Mitglied im SPD-Bundesvorstand.
2010 war Ute Berg Stadträtin für das Dezernat Arbeit und Wirtschaft der Landeshauptstadt Kiel. 2011 wechselt sie als Dezernentin für Wirtschaft und Liegenschaften zur Stadtverwaltung Köln. Ute Berg wurde vom Rat der Stadt Köln am 25. November 2010 für acht Jahre in dieses Amt gewählt. Anfang Dezember 2016 gab Berg bekannt, dass sie zum 31. März 2017 vorzeitig in den Ruhestand gehen werde.

## Abgeordnete
Von 1994 bis 2002 gehörte Ute Berg dem Stadtrat von Paderborn an.
Von 2002 bis 2009 war sie Mitglied des Deutschen Bundestages. Ute Berg war seit Februar 2009 Sprecherin der Arbeitsgruppe Wirtschaft und Technologie der SPD-Bundestagsfraktion. Zuvor war sie seit November 2005 stellvertretende Sprecherin der AG.
Ute Berg war stets über die Landesliste Nordrhein-Westfalen in den Bundestag eingezogen.
Bei der Bundestagswahl 2009 unterlag sie im Wahlkreis 138 Paderborn mit 25,31 % der Stimmen klar ihrem CDU-Gegenkandidaten Carsten Linnemann. Trotz eines aussichtsreichen Listenplatzes konnte sie bei dieser Wahl nicht mehr in den Bundestag einziehen.